# Ernst Lothar Julius Graf von Zech-Burkersroda

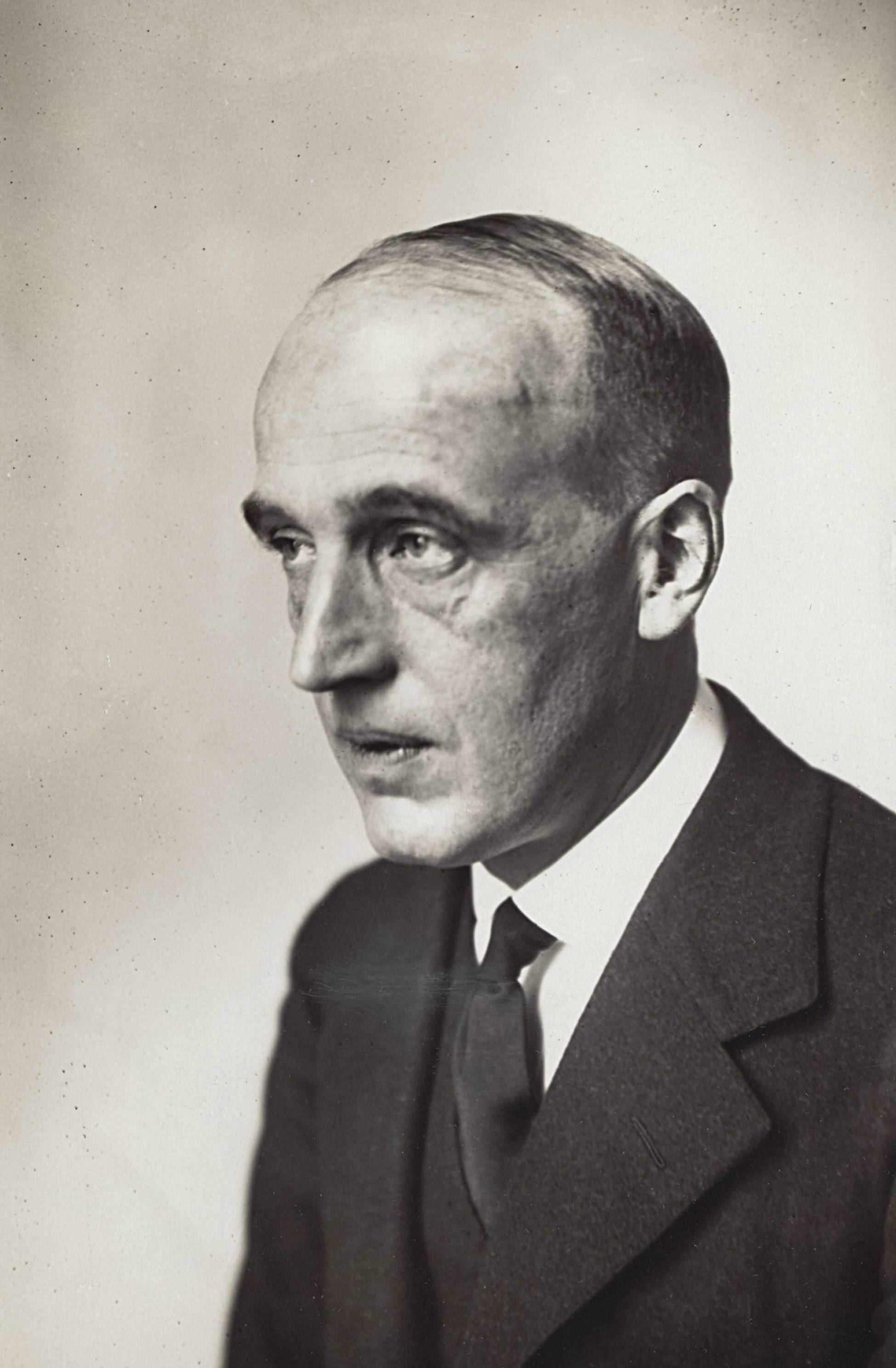
Julius von Zech-Burkersroda

Ernst Lothar Julius Graf von Zech, sonst von Burckersroda genannt, auch Julius Graf von Zech-Burkersroda (* 7. Februar 1885 in Dresden; † 19. Januar 1946 in Bautzen) war ein deutscher Diplomat.

## Leben
Er war Sohn von Ludwig von Zech-Burkersroda (1853–1927), Rittergutsbesitzer von Börln im Königreich Sachsen, und Margarete, geb. von Lüttichau. Gymnasien besuchte er in Kassel und Wernigerode. Nach der Schule nahm er ein Studium der Rechtswissenschaften an der Universität Leipzig auf, das er in Heidelberg, Berlin und Halle fortsetzte. 1904 wurde er in Heidelberg Mitglied des Corps Saxo-Borussia. 1906 machte er sein Referendarexamen, absolvierte den Wehrdienst als Einjährig-Freiwilliger und promovierte am 2. September 1909. Er war (Stand 1914) Leutnant im Beurlaubtenstand der Kavallerie in der sächsischen Armee.
1909 trat er in den diplomatischen Dienst Preußens und legte Anfang 1913 seine diplomatischen Prüfungen ab. Eingesetzt wurde er an den Botschaften in Rom (1909), dem Konsulariat in Paris (1910), der Botschaft in Wien (1913), bis er 1914 Adjutant des deutschen Reichskanzlers Theobald von Bethmann Hollweg wurde, dessen Tochter Isa er 1915 heiratete.
1917 ging Graf von Zech-Burkersroda als Gesandter Preußens nach München und 1922 als Gesandter nach Helsingfors. Seit 1925 war er in der Unterabteilung Südosteuropa des Auswärtigen Amtes tätig, bevor er 1928 Gesandter in Den Haag wurde. Nachdem er 1932 an einer Parteiversammlung der NSDAP in Den Haag teilgenommen hatte, wurde dieses vom Reichskanzler Heinrich Brüning mit dem Hinweis gerügt, daß die Teilnahme deutscher Auslandsvertreter an Parteiversammlungen (der NSDAP) unerwünscht sei. Am 1. Mai 1934 wurde Julius Graf von Zech-Burkersroda Mitglied der NSDAP. 1935 verhinderte die Gesandtschaft, dass der Münchener Privatrechtler Karl Neumeyer zu Vorlesungen an die Haager Akademie für Völkerrecht eingeladen wurde, da Neumeyer Jude sei. Nach dem deutschen Überfall auf die Niederlande, Belgien und Luxemburg am 10. Mai 1940 musste von Zech Den Haag verlassen und wurde am 7. Juni 1940 frühpensioniert. Mit seiner Frau zog er sich auf sein Rittergut Schloss Börln zurück und kümmerte sich um die Pflege des Schlossparks.
Nach dem Ende des Zweiten Weltkriegs wurde Graf von Zech-Burkersroda von Vertretern der sowjetischen Militäradministration verhaftet. Er kam in das Speziallager Nr. 4 Bautzen, wo er vermutlich am 19. Januar 1946 starb. Danach teilte der Landrat des Kreises Wurzen der Familie mit, dass die Kriegskommandantur das Rittergut beschlagnahmt habe.
Eine Gedenktafel befindet sich in Eulau.

## Familie
Aus der Ehe mit Isa, geb. von Bethmann-Hollweg (1894–1967) gingen folgende Kinder hervor:
- Wilhelm Friedrich von Zech-Burkersroda (1916–1938)
- Margarete Juliane, verh. von Kirchbach (1917–1975)[6]
- Gisela Thekla von Zech-Burkersroda (1919–2003)